# کانال ۱۲ (اسرائیل)
کانال ۱۲ (عبری: ערוץ 12‎)، یک کانال تلویزیونی رایگان اسرائیلی متعلق به گروه رسانه‌ای کِشِت است که در ۱ نوامبر ۲۰۱۷ به عنوان یکی از دو جایگزین کانال ۲، راه اندازی شد.

## تاریخچه
کانال ۲ اسرائیل توسط اداره دوم تلویزیون و رادیو اداره می‌شد ، اما توسط دو شرکت چرخشی، کِشِت مدیا گروپ و ریشیت برنامه ریزی می‌شد. به عنوان بخشی از یک سری اصلاحات بزرگ در سیستم پخش اسرائیل برای افزایش تنوع و رقابت، کانال ۲ تعطیل شد و هر دو صاحب امتیاز کانال‌های مستقل خود را تأسیس کردند. کانال ۱۲ (کِشِت ۱۲) به طور رسمی در ۱ نوامبر ۲۰۱۷ در کنار ریشیت ۱۳ راه اندازی شد. برنامه‌ها بین دو کانال تقسیم شد. شرکت خبری تلویزیون اسرائیل به ارائه برنامه‌های خبری برای هر دو کانال، با پخش همزمان بولتن اصلی از هر دو کانال، تا ۱۶ ژانویه ۲۰۱۹ ادامه داد. هورات هاحداشوت ۱۲ پس از ادغام ریشیت ۱۳ و کانال ۱۰ تأسیس شد.